# دبلیوای‌اس‌پی-۱۳
دبلیوای‌اس‌پی-۱۳ (WASP-13) نام یک ستاره در صورت فلکی سیاه گوش است که در ۱۹۹۷ رویت شد. در سال ۲۰۰۸ هم سیاره این ستاره به نام دبلیوای‌اس‌پی-۱۳ بی کشف شد. فلزیگی این ستاره	۰ ± ۰٫۲ است.